# Cantó de Barneville-Carteret
El cantó de Barneville-Carteret és un cantó francès al districte de Cherbourg del departament de la Manche. Agrupa 14 municipis  Barneville-Carteret, Baubigny, Fierville-les-Mines, La Haye-d'Ectot, Le Mesnil, Les Moitiers-d'Allonne, Portbail, Saint-Georges-de-la-Rivière, Saint-Jean-de-la-Rivière, Saint-Lô-d'Ourville, Saint-Maurice-en-Cotentin, Saint-Pierre-d'Arthéglise, Sénoville i Sortosville-en-Beaumonti el cap es Barneville-Carteret.
Quan el cantó fou creat el 1790, s'anomenà cantó de Barneville canviant el nom a Barneville-Carteret el 1964.
De 1833 a 1848 els cantons de Barneville i Bricquebec tingueren el mateix conseller general. La quantitat de consellers generals es limità a trenta per departament
El cantó de Barneville passà successivament pels arrondissements de Valognes, Coutances (1926) i Cherbourg (1964). A la seva dissolució els seus municipis passaren a dependre del cantó de Les Pieux.

## Consellers
| Data d'elecció                           | Identitat              | Partit        | Qualitat |
| ---------------------------------------- | ---------------------- | ------------- | -------- |
| 1945-1949                                | René Vivien            | SFIO          |          |
| 1949-1957                                | Charles de Saint-Denis | Divers droite |          |
| 1957-1979                                | Pierre Aubrée          | Independent   |          |
| 1979-1992                                | Auguste Lefèvre        | Divers droite |          |
| 1992-1998                                | André Viel             | UDF           |          |
| 1998-                                    | Dieudonné Renaux       | Divers gauche |          |
| les dades anteriors no són pas conegudes |                        |               |          |
|                                          |                        |               |          |

| A partir de 1990 població sense dobles comptes |